# 중국국제방송

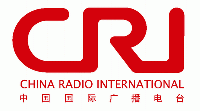
중국국제방송의 로고

중국국제방송(중국국제광파전대, 중국어 간체자: 中国国际广播电台, 정체자: 中國國際廣播電臺, 병음: Zhōngguó Guójì Guǎngbō Diàntái 중궈궈지광보뎬타이[*], China Radio International, 약칭 CRI)은 중화인민공화국의 유일한 국영대외방송이다.
본사는 중화인민공화국의 수도인 베이징에 위치해 있다. 1941년 12월 3일 옌안에서 첫 방송을 시작하였다. 한국어를 포함해, 38개 외국어와 중국어 표준말, 4개 방언으로 전 세계를 향해 방송하고 있다. 대한민국 서울에 지국을 설치해 한국어(조선어) 방송 직원을 상주시키고 있다.

## 연혁
- 1941년 12월 3일 중국국제방송(당시 연안신화라디오방송국)옌안에서 개국.
- 1947년 영어방송 개국.
- 1949년 3월 25일 북평 신화라디오방송국으로 이름을 바꿈.
- 1949년 6월 20일 중국어, 조주어, 광주어, 민남어, 하문어 방송 개국.
- 1949년 9월 27일 베이징 신화라디오방송국으로 이름을 바꿈.
- 1949년 12월 5일 중앙인민방송으로 이름을 바꿈.
  - (대내용:현재 중앙인민방송/대외용:현재 중국국제방송)
- 1950년 4월 10일 베트남어, 태국어, 버마어, 인도네시아어, 객가어 방송개국.
- 1950년 7월 2일 조선어 방송 개국.
- 1978년 5월 중국국제방송국으로 이름을 바꿈.
- 1998년 12월 26일 중국국제방송 인터넷미디어 <중국국제방송망 國際在線> "CRI Online" 개설.
- 1999년 12월 10일 조선어 방송 홈페이지 개설.
- 2000년 중국국제방송망, 중국 중앙정부에 의해 중국 5대 온라인 미디어로 지정. 언론사 및 통신사 기능을 갖춘 미디어로 국가에서 직접 운영.
- 2006년 2월 27일 케냐의 수도 나이로비에서 CRI Nairobi 91.9 FM 방송을 시작.
- 2006년 11월 19일 라오스의 수도 비엔티안에서 CRI Vientiane 93.0 FM 방송 시작.

## 한국어 방송
중국국제방송의 한국어(조선어) 방송은 1950년 7월 2일에 개국하였다. 현재 단파와 중파로 대한민국과 조선민주주의인민공화국을 향해 하루에 6시간씩 방송하고 있고, 베이징 지역을 향해 중파로 하루에 2시간씩 방송하고 있다. 그리고 대한민국의 한국방송공사와 조선민주주의인민공화국의 조선중앙방송위원회와 협력 관계를 가지고 있다. 방송에서 사용되는 한국어는 중국조선어이다.

## 조선어 방송 주파수 (2012년 10월 28일 부터)
- 매일 6시간 방송 (동아시아 지역)

| 서울/평양 시간 | 중파 주파수   | 단파 주파수 |
| 20:00~24:00    | 1017,1323 kHz | 5965 kHz    |
| 24:00~01:00    | 1017,1323 kHz |             |
| 06:00~07:00    | 1017,1323 kHz | 7290 kHz    |
| 07:00~08:00    | 1017,1323 kHz | 7210 kHz    |

## 국내 방송

### 중국어 방송
중국국제방송 뉴스 라디오(CRI News Radio)
| 방송 지역 | 주파수      |
| 베이징    | FM 90.5 MHz |

- 중국국제방송 뉴스 라디오 공식 홈페이지

### 영어 방송
국내향 중국국제방송 영어방송(CRI English)은 중화인민공화국 내에 있는 외국인을 대상으로하는 방송이다. 베이징, 상하이, 광저우등 중국의 대도시에서 방송한다.

#### Hit FM
주로 유행음악을 다룬다.
| 방송 지역 | 주파수      |
| 베이징    | FM 88.7 MHz |
| 광저우    | FM 88.5 MHz |

- 중국국제방송 Hit FM 공식 홈페이지 보관됨 2006-10-14 - 웨이백 머신

#### Easy FM
주로 뉴스를 다룬다.
| 방송 지역 | 주파수      |
| 베이징    | FM 91.5 MHz |
| 상하이    | FM 87.9 MHz |

- 중국국제방송 Easy FM 공식 홈페이지

#### Round the Clock
인터넷으로만 방송하는 영어 전문 방송이다.
- 중국국제방송 Round the Clock 인터넷방송

#### CRI 나이로비 91.9 FM
케냐의 수도 나이로비에서 2006년 2월 27일 개국하였다.
중국어, 영어, 스와힐리어로 방송한다. 주파수는 FM 91.9 mHz이다.
| 방송 지역 | 주파수      |
| 나이로비  | FM 91.9 MHz |

#### CRI 비엔티안 93.0 FM
라오스의 수도 비엔티안에서 2006년 11월 19일 개국하였다.
중국어, 영어, 라오스어로 방송한다. 주파수는 FM 93.0MHz이다.
| 방송 지역 | 주파수      |
| 비엔티안  | FM 93.0 MHz |

#### Language Studio
| 방송 지역 | 주파수      |
| 베이징    | AM 1008 kHz |

#### News Center
| 방송 지역 | 주파수     |
| 베이징    | AM 846 kHz |

## 방송 언어
| - 한국어 - 알바니아어 - 아랍어 - 벵골어 - 불가리아어 - 버마어 - 크메르어 - 중국어 - 체코어 - 영어 | - 에스페란토 - 타갈로그어 - 프랑스어 - 독일어 - 하우사어 - 힌디어 - 헝가리어 - 티베트어(라사 방언) - 티베트어(캄 방언) - 이탈리아어 | - 라오스어 - 말레이어 - 몽골어 - 네팔어 - 페르시아어 - 폴란드어 - 포르투갈어 - 파슈토어 - 루마니아어 - 인도네시아어 | - 러시아어 - 세르비아어 - 신할라어 - 스페인어 - 스와힐리어 - 타밀어 - 태국어 - 튀르키예어 - 우르두어 - 베트남어 | - 카자흐어 - 키르키즈어 - 일본어 - 광주어 - 객가어 - 민남어 - 조주어 |

## 주소

### 중국국제방송 본사
中華人民共和國 北京市 石景山區 石景山路 甲 16號 中国国际广播电台 朝鮮語部 (100040)
China Radio Int. 16A Shijingshan Street, Beijing100040, China

### 중국국제방송망 본사 CRI Online
中華人民共和國 北京市 石景山區 石景山路 甲 16號 国际在线 (100040)
CRI Online, China Radio Int. 16A Shijingshan Street, Beijing100040, China

### 중국국제방송 서울지국
서울특별시 마포구 성산동 36-57번지

## 같이 보기
- 중화인민공화국
- 중국공산당